# Tiout

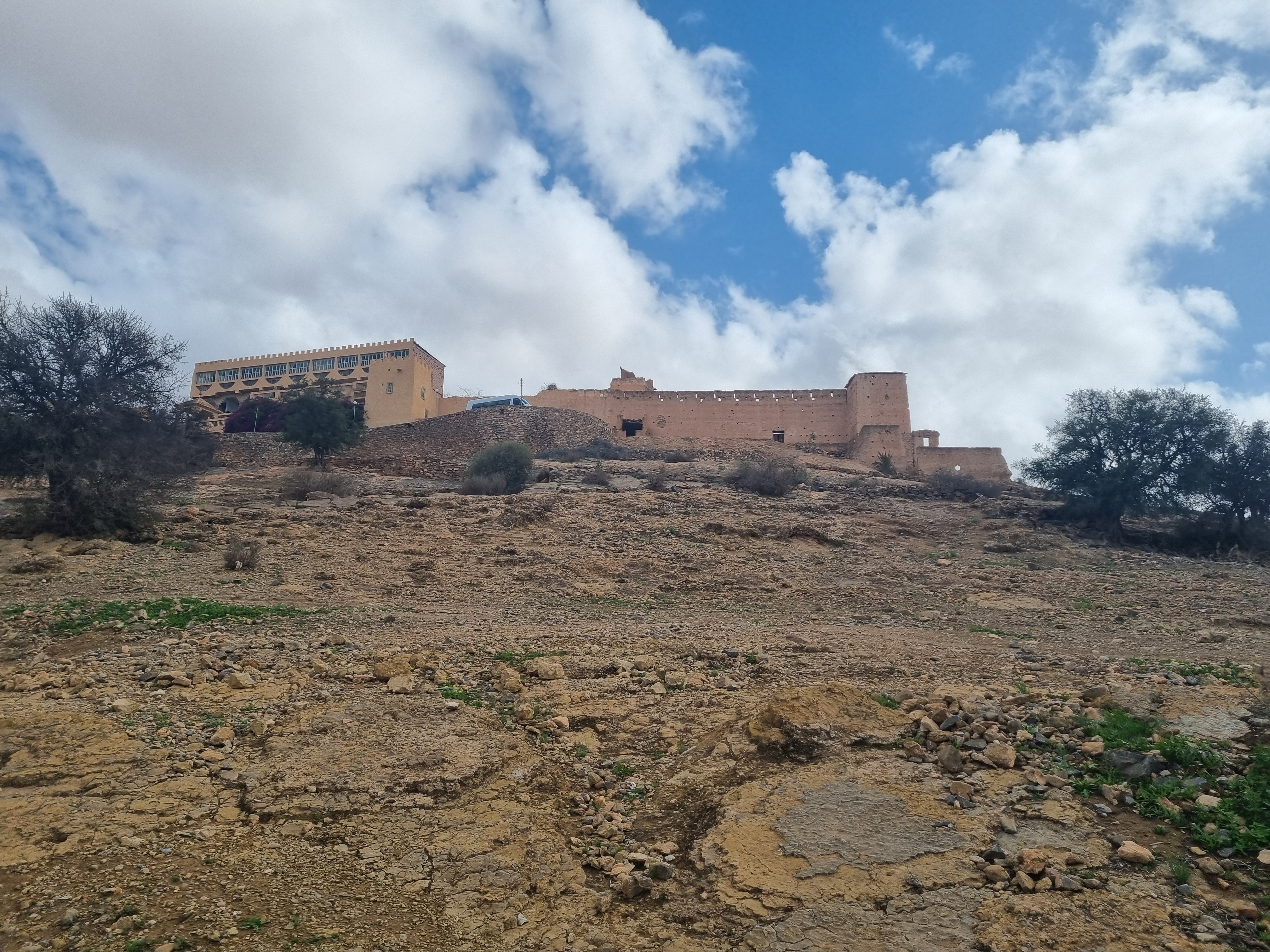
Kasbahn i Tiout.

Tiout (arabiska: تيوت) är en landskommun i Marocko. Den ligger i provinsen Taroudannt och regionen Souss-Massa, 400 km söder om huvudstaden Rabat. Antalet invånare år 2014 var 2 920.